# St. Johannes der Täufer (Burg)

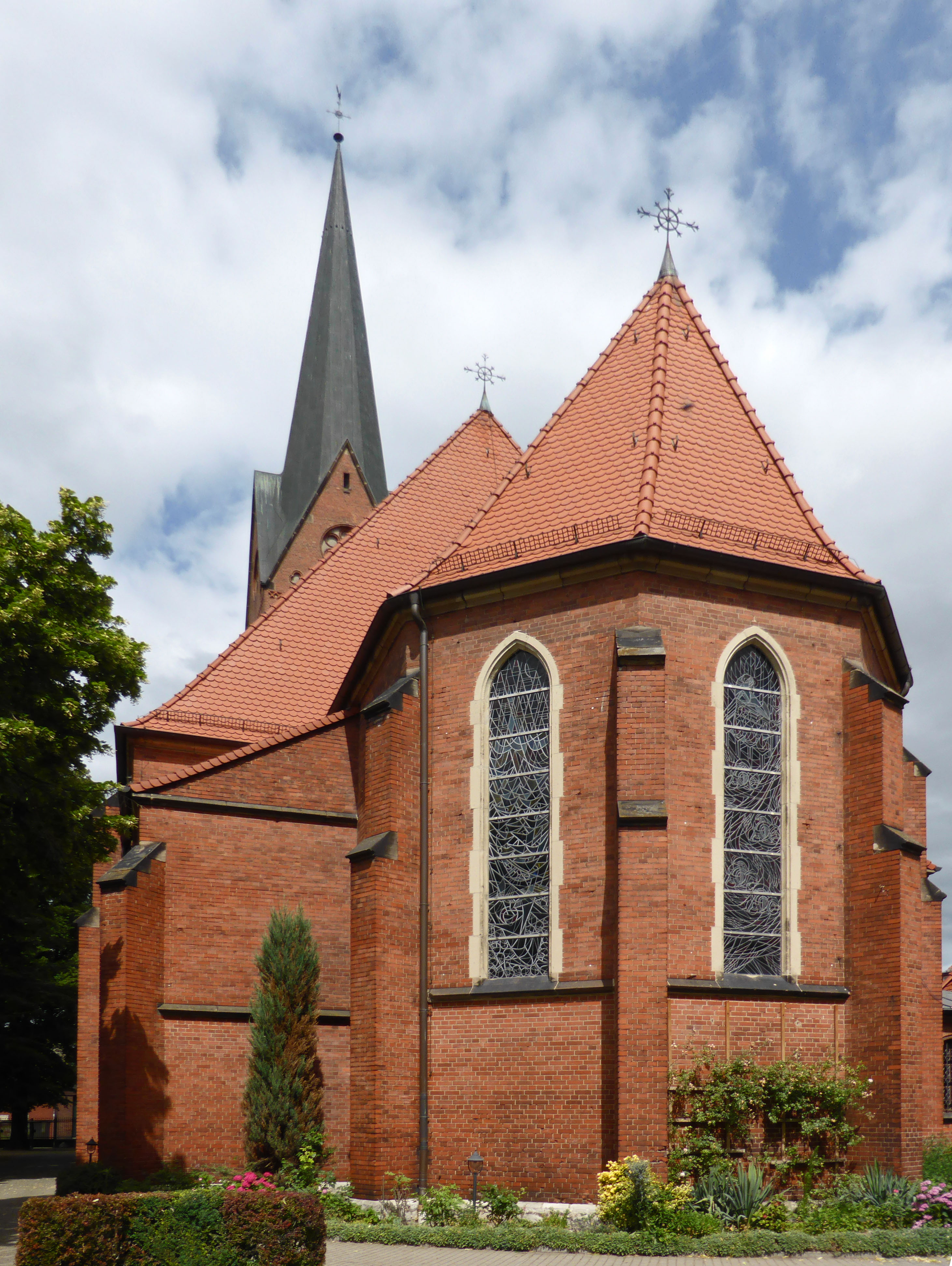
Außenansicht der Kirche mit Blick auf den Chor

Die Kirche Sankt Johannes der Täufer ist die katholische Kirche in Burg, der Kreisstadt des Landkreises Jerichower Land in Sachsen-Anhalt. Die nach dem heiligen Johannes dem Täufer benannte Kirche gehört als Pfarrkirche zum  Dekanat Stendal des Bistums Magdeburg. Sie ist im Denkmalverzeichnis des Landes Sachsen-Anhalt unter der Erfassungsnummer 094 10168 als Baudenkmal aufgeführt.

## Geschichte
Nachdem das durch die Reformation im 16. Jahrhundert evangelisch geprägte Burg 1713 Garnisonsstadt wurde und von 1772 an in Burg Kasernen erbaut wurden, zogen mit den Soldaten wieder Katholiken nach Burg. Von Ende des 18. Jahrhunderts an fanden gelegentlich wieder katholische Gottesdienste in Burg statt, sie wurden durch Priester aus dem Agnetenkloster in der Neustadt von Magdeburg oder dem Kloster Ammensleben gehalten.
Weihnachten 1814 begann Columban Valensieck, Mönch aus dem 1804 aufgelösten Kloster Huysburg, seine Tätigkeit als erster katholischer Pfarrer von Burg seit der Reformation. Für die Gottesdienste wurde die Kapelle des St.-Johannes-Hospitals angemietet. 1815 erfolgte die Errichtung der Pfarrei Burg. 1822 kam Burg durch die Päpstliche Bulle De salute animarum zum Bistum Paderborn. Bereits 1827 musste die Pfarrei die Kapelle wieder aufgeben, weil der Abriss des Hospitals bevorstand; die Gottesdienste fanden von da an in verschiedenen Privaträumen statt. 1829 lebten in Burg bereits 478 Katholiken. 1832 wurde in Burg eine katholische Schule gegründet. 1835 wurde das Grundstück Berliner Straße 38 angekauft, und im dortigen Gebäude Kirche, Pfarrwohnung und Schule eingerichtet. 1839 wurde die auf dem Grundstück befindliche Scheune zu einer Notkirche ausgebaut.
Nachdem sich im Zuge der Industrialisierung von Mitte des 19. Jahrhunderts an die Zahl der Katholiken im Raum Magdeburg durch Zuwanderung aus katholischen Gebieten wie dem Eichsfeld sowie aus Schlesien und Polen erheblich vergrößert hatte, errichtete Bischof Konrad Martin am 23. April 1867 in der Provinz Sachsen eine Einteilung in Dekanate, bei dem die Pfarrei Burg dem Dekanat Magdeburg zugeordnet wurde.
Von 1894 an bildete sich im zur Pfarrei Burg gehörenden Gommern eine eigene Kirchengemeinde, welche 1903 die Herz-Jesu-Kirche erhielt. Ab 1896 entwickelt sich im ebenfalls zur Pfarrei Burg gehörenden Genthin eine eigene Kirchengemeinde, sie bekam 1903 die Maria-Rosenkranzkönigin-Kirche.
1899 wurde die Notkirche wegen Baufälligkeit gesperrt. Im Jahre 1900 lebten bereits 1013 Katholiken in Burg. 1902 und 1903 erwarb die Kirchengemeinde die Grundstücke an der Blumenthaler Straße und an der Grünstraße, auf denen heute das Pfarrhaus und die Kirche stehen. 1902 wurde zunächst ein Schulgebäude bezogen. Am 6. November 1904 erfolgte die Grundsteinlegung für die Kirche, bereits am 22. Oktober 1905 fand die Glockenweihe statt. Am 27. Mai 1906 benedizierte Propst Franz Schauerte die neue Kirche, die am 20. Mai 1908 durch Wilhelm Schneider ihre bischöfliche Konsekration erhielt. Ab 1906 entstand auch in Loburg eine eigene Kirchengemeinde, sie bekam 1909 die St.-Marien-Kirche.
1911 bekam die Kirche ihre Orgel, aber schon 1917 wurden die Glocken für Kriegszwecke wieder abgenommen und eingeschmolzen. 1923 wurden zwei neue Glocken geweiht, die 1941 im Zweiten Weltkrieg ebenfalls wieder abgenommen und eingeschmolzen wurden. Im Nationalsozialismus wurde die katholische Schule im April 1939 auf Anweisung der staatlichen Machthaber geschlossen.
Im Zuge der Flucht und Vertreibung Deutscher aus Mittel- und Osteuropa 1945–1950 erhöhte sich auch in Burg und den umliegenden Ortschaften die Zahl der Katholiken erheblich. Im zur Pfarrei Burg gehörenden Möser entstand ab 1946 eine katholische Kirchengemeinde, die 1947 zur Kuratie erhoben wurde und eine Kapelle bekam.
Von 1954 bis 1957 war Theodor Hubrich, der später Weihbischof im in der DDR liegenden Teil des Erzbistums Paderborn wurde, als Vikar an der Kirche tätig. 1956 folgte die Weihe von drei neuen Glocken.
Da die Zahl der Kirchengemeinden in den Jahren nach dem Zweiten Weltkrieg im Erzbischöflichen Kommissariat Magdeburg stark zugenommen hatte, wurde am 1. Juli 1960 das Dekanat Burg errichtet. Zu ihm gehörten die Pfarrei Burg mit der Kuratie Möser, die Pfarrei Genthin mit den Kuratien Jerichow und Tucheim sowie der Filialkirchengemeinde Kirchmöser, die Pfarrei Gommern mit der Kuratie Güterglück, sowie die Pfarrei Loburg mit der Filialkirchengemeinde Ziesar.
1981 weihte Weihbischof Johannes Braun anlässlich des 75-jährigen Kirchenjubiläums einen neuen Altar.
Am 8. Juli 1994 wurde das Bistum Magdeburg gegründet, dem Burg seitdem angehört. Am 1. Februar 2006 wurde der Gemeindeverbund Burg-Gommern-Loburg errichtet, dem die Pfarrei Burg von da an angehörte. Damals gehörten rund 820 Gemeindemitglieder zur Pfarrei Burg.
Am 2. Mai 2010 entstand aus dem Gemeindeverbund die heutige Pfarrei St. Johannes der Täufer, zu der neben der Kirche in Burg auch die beiden Kirchen Herz Jesu (Gommern) und St. Marien (Loburg) gehören. 2012 erfolgte die Profanierung der Kapelle in Möser, 2018 folgte die Profanierung der Kirche in Loburg.

## Lage, Architektur und Ausstattung

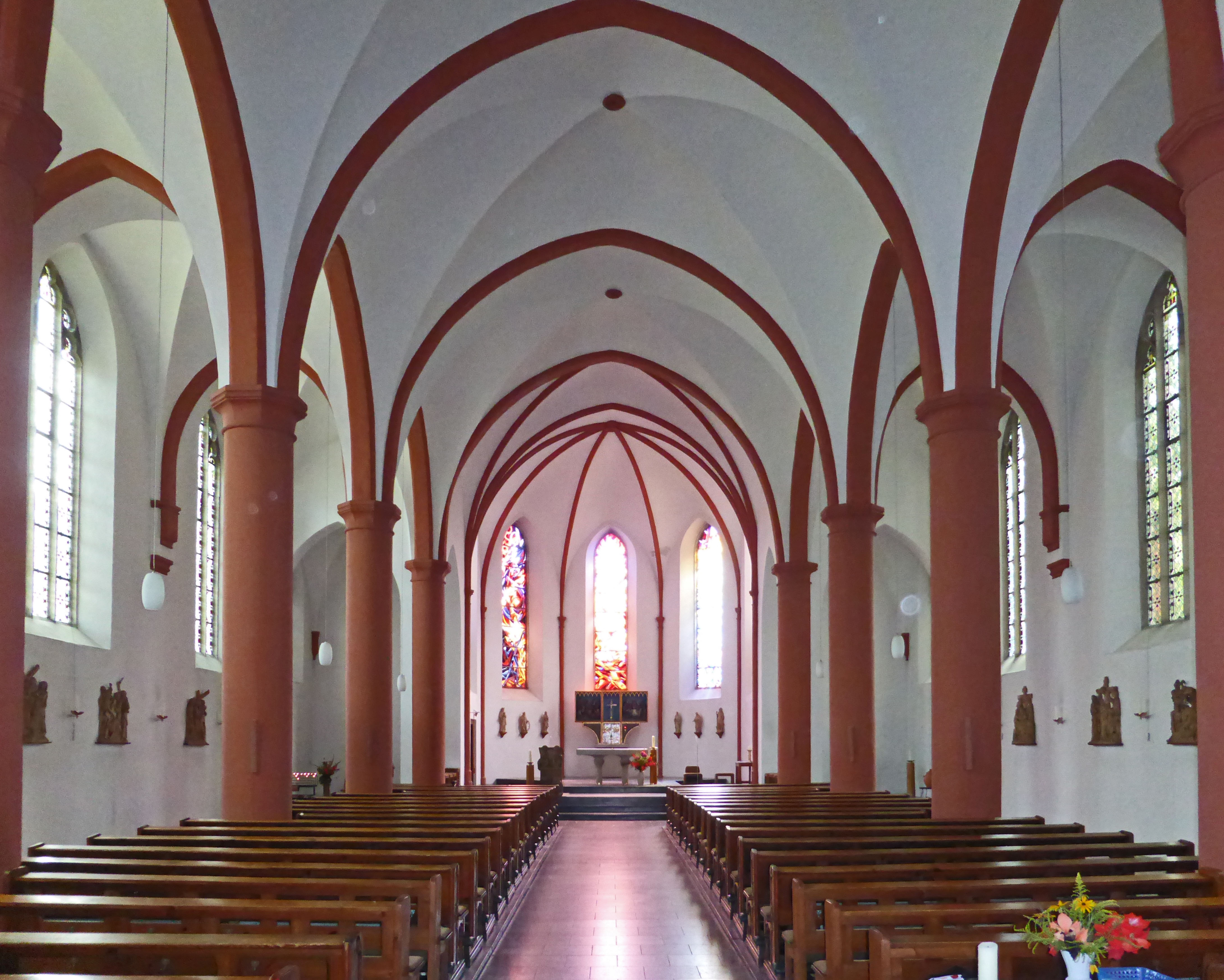
Inneres

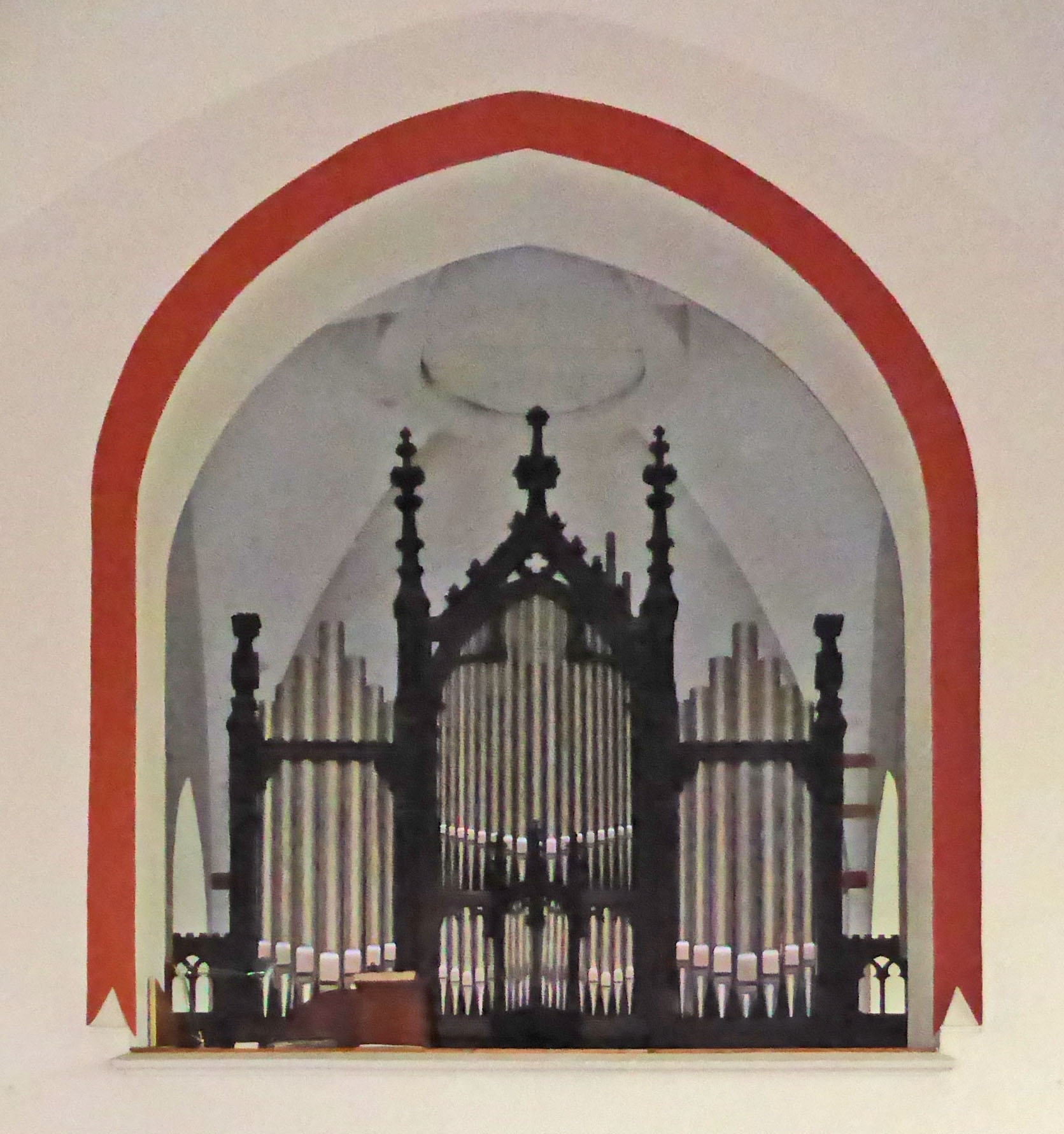
Orgel

Die geostete Kirche befindet sich auf dem Grundstück Blumenthaler Straße 3/4, ihr Pfarrhaus an der benachbarten Grünstraße. Sie entstand nach Plänen von Arnold Güldenpfennig im Baustil der Neugotik und bietet 238 Besuchern Sitzplätze. Über dem Eingangsportal befindet sich eine Kreuzigungsgruppe. Im Vorraum der Kirche sind eine Pietà, eine Gedenktafel für die Gefallenen des Ersten Weltkriegs sowie eine Kopie des Gnadenbildes Unserer Lieben Frau von der immerwährenden Hilfe, vor dem Opferkerzen aufgestellt werden können, platziert.
Die Fenster im Chor, entworfen vom Glasgestalter Christof Grüger aus Schönebeck (Elbe), wurden 1960 von den Glaswerkstätten Müller aus Quedlinburg angefertigt. 14 Kreuzwegstationen hängen an den Seitenwänden. Zur Innenausstattung gehören auch ein Taufbecken, eine Statue des heiligen Antonius von Padua und zwei Beichtstühle. Die Orgel wurde 1911 von Anton Feith jr. von der Eggert Orgelbau-Anstalt aus Paderborn als Opus 204 erbaut.
Zur Pfarrei gehört auch die neben der Kirche befindliche Kindertagesstätte St. Johannes, die 1998 ihr heutiges Gebäude bezog und derzeit 65 Plätze bietet.